# Lijst van oorlogsmonumenten in Cuba
Dit is een (incomplete) lijst van oorlogsmonumenten in Cuba.
| Geplaatst | Omschrijving | Herdachte groep      | Kunstenaar          | Plaats   | Coördinaten           | Afbeelding |
| --------- | --- | -------------------- | ------------------- | -------- | --------------------- | ---------- |
| onbekend  | Vredesboom (Spaans: Arbol de la Paz), waaronder in 1898 de vrede getekend werd en een einde aan de Spaans-Amerikaanse Oorlog kwam. | Tekenen van de vrede | Niet van toepassing | Santiago | 20° 1′ NB, 75° 48′ WL |            |
| onbekend  | Alturas de San Juan | meerdere doelen      |                     | Santiago | 20° 1′ NB, 75° 48′ WL |            |
| 1925      | Monument voor de slachtoffers van de Maine                                                                                         | Militairen           | Félix Cabarrocas    | Havanna  | 23° 9′ NB, 82° 23′ WL |            |